# Ипсхайм
Ипсхайм (нем. Ipsheim) — ярмарочная община в Германии, в земле Бавария.
Подчиняется административному округу Средняя Франкония. Входит в состав района Нойштадт-ан-дер-Айш-Бад-Виндсхайм. Население составляет 2129 человек (на 31 декабря 2010 года). Занимает площадь 42,27 км². Официальный код — 09 5 75 135.

## Население
По оценке на 31 декабря 2015 года население общины Ипсхайм составляет 2107 чел. 

| Дата      | 1840 | 1871 | 1900 | 1925 | 1939 | 1950 | 1961 | 1970 | 1987 | 2011 |
| --------- | ---- | ---- | ---- | ---- | ---- | ---- | ---- | ---- | ---- | ---- |
| Население | 1915 | 1904 | 1759 | 1638 | 1818 | 2347 | 1903 | 1842 | 1773 | 2113 |

| Год       | 1960 | 1970 | 1980 | 1990 | 2000 | 2009 | 2010 | 2011 | 2012 | 2013 | 2014 | 2015 |
| --------- | ---- | ---- | ---- | ---- | ---- | ---- | ---- | ---- | ---- | ---- | ---- | ---- |
| Население | 1952 | 1833 | 1817 | 1887 | 2137 | 2148 | 2129 | 2103 | 2089 | 2110 | 2093 | 2107 |

## Внутреннее деление
Община подразделяется на 11 административных единиц.

## Достопримечательности
- Замок Хоэнек